# Recemundo
Recemundo (arabiska: Rabi ibn Sid al-Usquf eller Rabi ibn Zaid, latin: Recemundus) var mozarabisk biskop av Elvira och sekreterare åt kalifen av Córdoba i mitten av 900-talet.
År 953, efter en följd av odiplomatiska brev mellan de båda härskarna, tjänstgjorde han som ambassadör för Abd ar-Rahman III till den tysk-romerske kejsaren, Otto I. I Tyskland lyckades han normalisera relationerna mellan de nominella härskarna över kristenheten och den islamiska världen. Under vistelsen i Tyskland mötte han år 956 Liutprand av Cremona, den italienske biskopen och diplomaten, och övertygade honom att skriva en historia om den tid de levde i. Antapodosis dedicerades till Recemundo. 
Efter sin återkomst till Spanien belönades han med den lediga biskopsstolen i Elvira. Han fortsatte sitt arbete som ambassadör för kristenheten. Först reste han till den andre kejsaren i Europa, i Konstantinopel, och sedan till Jerusalem, den heliga staden, som är gemensam för de tre stora monoteistiska religionerna (kristendom, islam och judendom). 
961 skänkte Recemundo en arabisk kalender över kristna helgdagar (inkluderande några till minne av martyrerna av Córdoba) till den nye kalifen, al-Hakam II.